# 山本憲子
山本 憲子（やまもと のりこ、1944年9月26日 - ）は、日本の元競泳選手。熊本県出身。1964年東京オリンピック日本代表。100m平泳ぎの元日本記録保持者。

## 経歴
八代市立第二中学校、筑紫女学園高校卒。高校時代、インターハイでは100m平泳ぎで3連覇、200m平泳ぎで2連覇を達成した。
1962年アジア競技大会では100m平泳ぎ・200m平泳ぎ・400mメドレーリレーで3冠を成し遂げた。1964年東京オリンピックの代表選考会を兼ねた1964年日本選手権では100m平泳ぎ・200m平泳ぎで優勝し、日本代表に選出された。東京オリンピック本大会では200m平泳ぎにおいて予選敗退となるが、田中聡子・高橋栄子・木原美知子と組んだ400mメドレーリレーで4位入賞を果たした。

## 主な実績
- 1960年インハイ　100m平泳ぎ優勝[1]　200m平泳ぎ優勝[2]
- 1961年高校総体　100m平泳ぎ優勝[1]　200m平泳ぎ優勝[2]
- 1962年高校総体　100m平泳ぎ優勝[1]
- 1962年アジア競技大会[3]　100m平泳ぎ優勝　200m平泳ぎ優勝　400mメドレーリレー優勝
- 1962年日本選手権　100m平泳ぎ優勝[4]
- 1963年日本選手権　100m平泳ぎ優勝[4]
- 1964年日本選手権　100m平泳ぎ優勝[4]　200m平泳ぎ優勝[5]